# Roger McCluskey

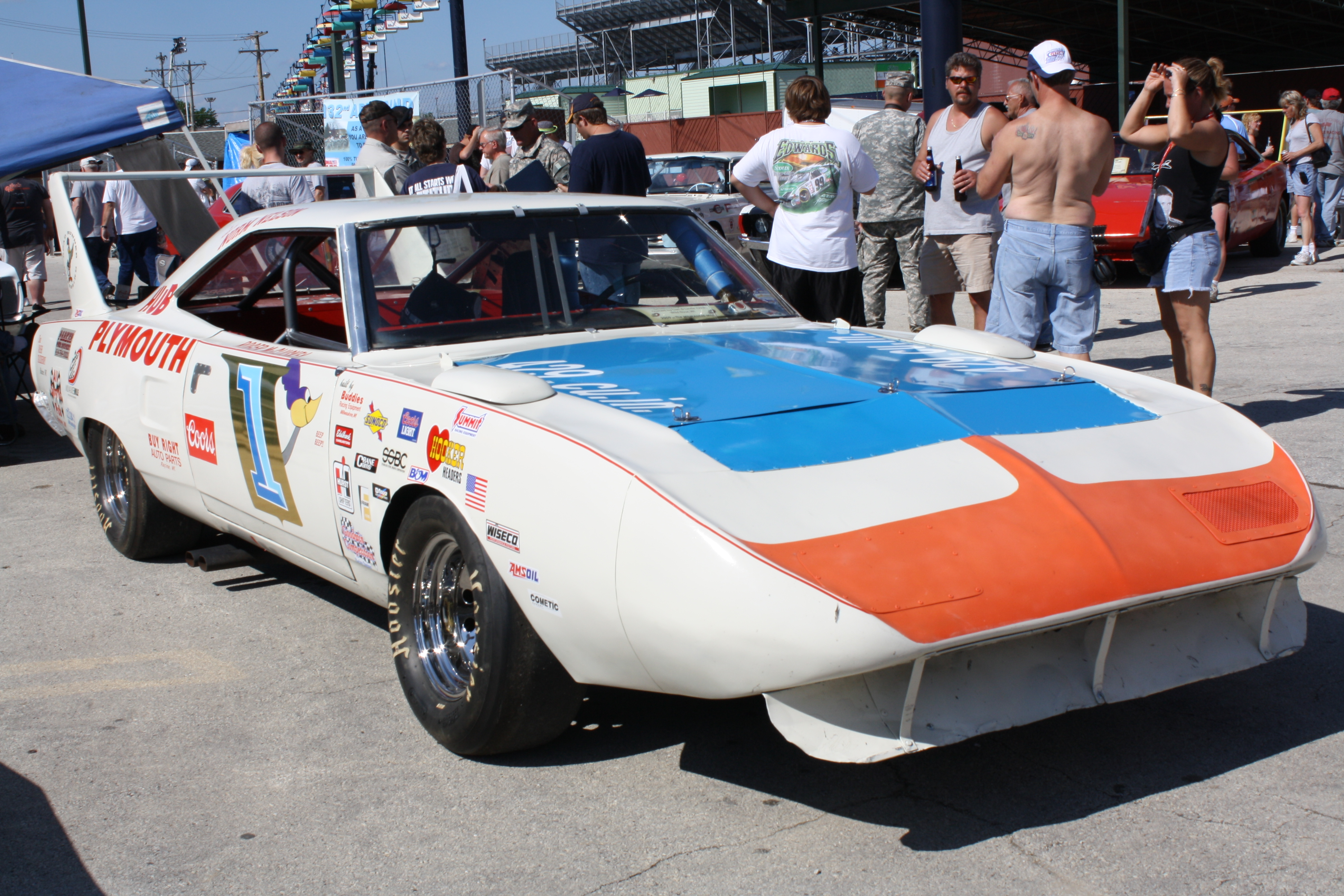
Der von Roger McCluskey 1970 gefahrene Plymouth Superbird

Roger Frank McCluskey (* 24. August 1930 in San Antonio; † 29. August 1993 in Indianapolis) war ein US-amerikanischer Autorennfahrer.

## Karriere als Rennfahrer
Roger McCluskey war in den 1960er- und 1970er-Jahren in den Vereinigten Staaten ein bekannter Rennfahrer. Von 1961 bis 1979 war er mit einer Ausnahme – 1964 – jedes Jahr beim 500-Meilen-Rennen von Indianapolis am Start. Seine Karriere begann er Ende der 1940er-Jahre im Sprint-Car-Sport, wo er 1963 und 1966 die USAC Sprint Car-Meisterschaft gewann. Zwei weitere USAC-Titel erreichte er 1969 und 1970 mit dem Gewinn der USAC-Stock-Cars-Serie, einem Gegenstück zur NASCAR Cup Series. Sein größter Erfolg war 1973 der Meistertitel in der US-amerikanischen Formel-Meisterschaft im McLaren M16 mit der Startnummer 3. Sein erster Indianapolis-Start endete 1961 mit einem Unfall. Ein Jahr später hatte er seine ersten Führungsrunden, fiel jedoch erneut aus. Im Jahr seines USAC-Titels kam er hinter Gordon Johncock und Bill Vukovich junior als Dritter ins Ziel, sein bestes Ergebnis beim 500-Meilen-Rennen.
Roger McCluskey startete 1967 auf einem von Holman & Moody gemeldeten Ford GT40 beim 24-Stunden-Rennen von Le Mans und war dort in den Ford-Massenunfall um 3 Uhr morgens verwickelt. Er steuerte den Ford GT40 absichtlich in die Leitschiene, um nicht das vor ihm stehende Andretti-GT40-Wrack zu treffen, wo er den Fahrer noch im Cockpit vermutete. Mario Andretti befand sich jedoch bereits hinter der Leitschiende in Sicherheit.
Er starb im August 1993, fünf Tage nach seinem 63. Geburtstag, an einer Krebserkrankung. 2011 erhielt er seinen Eintrag in die Motorsports Hall of Fame of America.

## Statistik

### Le-Mans-Ergebnisse
| Jahr | Team           | Fahrzeug         | Teamkollege   | Platzierung | Ausfallgrund |
| ---- | -------------- | ---------------- | ------------- | ----------- | ------------ |
| 1967 | Holman & Moody | Ford GT40 Mk.IIB | Frank Gardner | Ausfall     | Unfall       |

### Einzelergebnisse in der Sportwagen-Weltmeisterschaft
| Saison | Team                           | Rennwagen             | 1   | 2   | 3   | 4   | 5   | 6   | 7   | 8   | 9   | 10  | 11  | 12  | 13  | 14  | 15  | 16  | 17  | 18  | 19  | 20  |
| ------ | ------------------------------ | --------------------- | --- | --- | --- | --- | --- | --- | --- | --- | --- | --- | --- | --- | --- | --- | --- | --- | --- | --- | --- | --- |
| 1965   | Mark VIII Racing               | Maserati Tipo 64      | DAY | SEB | BOL | MON | MON | RTT | TAR | SPA | NÜR | MUG | ROS | LEM | REI | BOZ | FRE | CCE | OVI | NÜR | BRI | BRI |
| 1965   | Mark VIII Racing               | Maserati Tipo 64      | DNF |     |     |     |     |     |     |     |     |     |     |     |     |     |     |     |     |     |     |     |
| 1967   | Ray Stoutenburg Holman & Moody | Triumph TR4 Ford GT40 | DAY | SEB | MON | SPA | TAR | NÜR | LEM | HOK | MUG | BRH | CCE | ZEL | OVI | NÜR |     |     |     |     |     |     |
| 1967   | Ray Stoutenburg Holman & Moody | Triumph TR4 Ford GT40 | DNF |     |     |     |     |     | DNF |     |     |     |     |     |     |     |     |     |     |     |     |     |